# Mammillaria klissingiana
Mammillaria klissingiana es una especie perteneciente a la familia Cactaceae. Es endémico de Nuevo Leon, San Luis Potosí y Tamaulipas  en México. Su hábitat natural son los áridos desiertos.

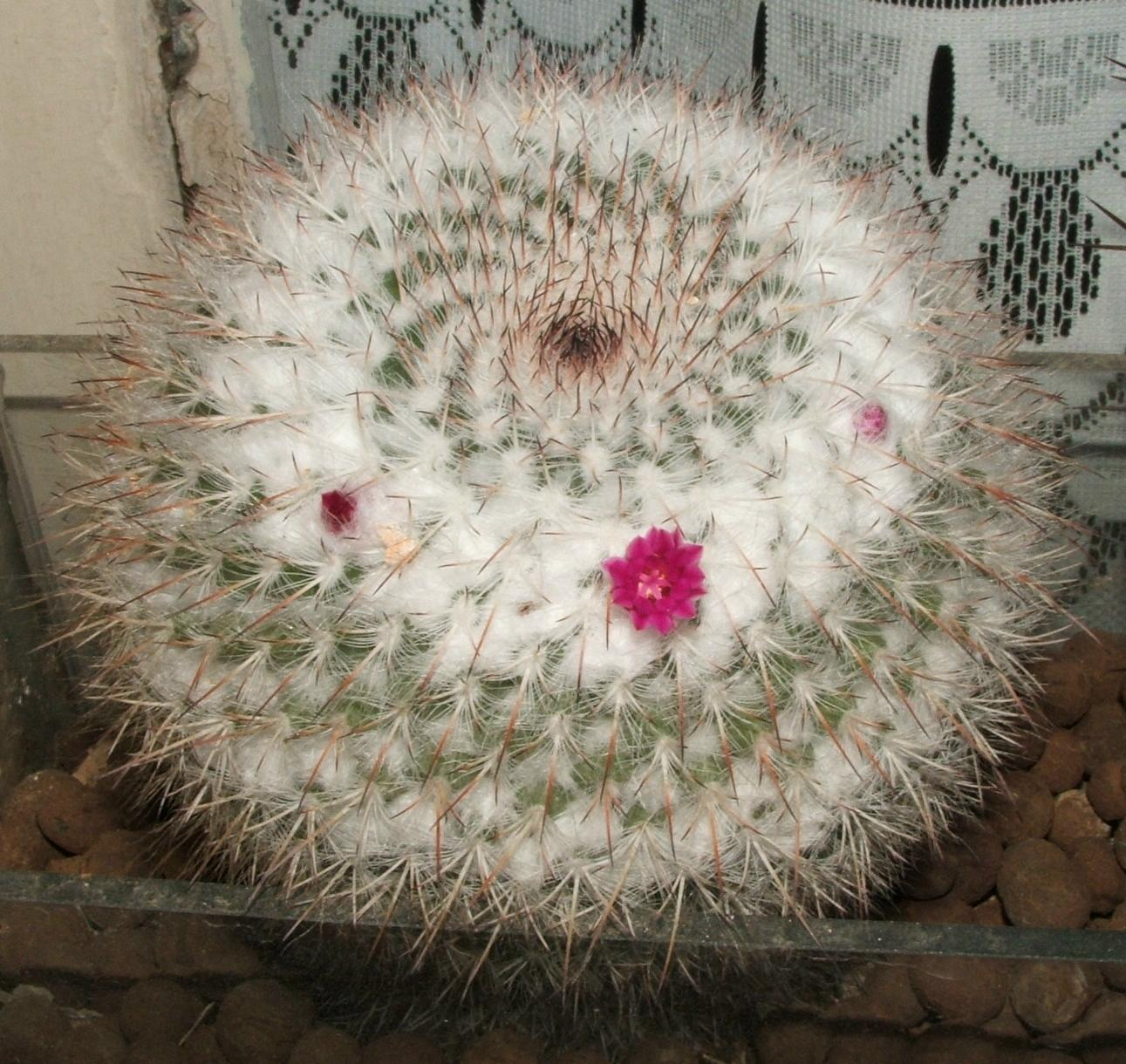
En flor

## Descripción
Es una planta perenne carnosa que crece solitaria y ramificada a veces. El tallo es esférico a corto cilíndrico con el ápice redondeado. Alcanza hasta 16 centímetros de alto y llega a un diámetro de 9 cm. Las areolas son redondeado-piramidales de forma cónica, contienen látex . Las 2 a 4  espinas centrales son blancas con una tapa de color marrón oscuro y 0.2 cm de largo. Las 30-35 espinas radiales se extienden, rectas, blancas y largas hasta 0,5 cm.
Las flores son rosas  de hasta 1 cm de largo y 0,8 centímetros de diámetro. Los frutos son de 0,5 a 0,6 centímetros de tamaño. Contienen semillas decolor marrón rojizo oscuro.

## Taxonomía
Mammillaria klissingiana fue descrita por Friedrich Boedeker y publicado en Zeitschrift für Sukkulentenkunde. Berlin 3(7): 123–124, unnumbered f. 1927-1928.
Etimología
Mammillaria: nombre genérico que fue descrita por vez primera por Carolus Linnaeus como Cactus mammillaris en 1753, nombre derivado del latín mammilla = tubérculo, en alusión a los tubérculos que son una de las características del género.
El epíteto de la especie klissingiana honra a  Carl Ludwig Klissing de Barth, que viaja a México financiado por Hugo Baum.
Sinonimia
- Mammillaria brauneana[3][4]